# 1. Fußball-Club Magdeburg 2006-2007
Questa voce raccoglie le informazioni riguardanti il 1. Fußball-Club Magdeburg nelle competizioni ufficiali della stagione 2006-2007.

## Stagione
Nella stagione 2006-2007 il Magdeburgo, allenato da Dirk Heyne, concluse il campionato di Regionalliga nord al 3º posto. In Coppa di Germania il Magdeburgo fu eliminato al primo turno dal Paderborn.

## Rosa
| N. |                     | Ruolo | Calciatore      |
| -- | ------------------- | ----- | --------------- |
| 1  | Germania (bandiera) | P     | Daniel Rothe    |
| 2  | Germania (bandiera) | D     | Peter Otte      |
| 3  | Germania (bandiera) | D     | Christian Prest |
| 4  | Svezia (bandiera)   | D     | Mats Wejsfelt   |
| 5  | Germania (bandiera) | D     | Pit Grundmann   |
| 6  | Germania (bandiera) | C     | Mario Kallnik   |
| 7  | Germania (bandiera) | C     | Frank Gerster   |
| 8  | Germania (bandiera) | C     | Andy Müller     |
| 9  | Germania (bandiera) | C     | Stefan Pientak  |
| 10 | Tunisia (bandiera)  | C     | Kais Manai      |
| 11 | Germania (bandiera) | A     | Danny Kukulies  |
| 12 | Germania (bandiera) | P     | Christian Beer  |
| 13 | Germania (bandiera) | D     | Christian Loth  |

| N. |                     | Ruolo | Calciatore             |
| -- | ------------------- | ----- | ---------------------- |
| 14 | Germania (bandiera) | C     | Michael Habryka        |
| 15 | Germania (bandiera) | A     | Aleksandar Kotuljac    |
| 16 | Germania (bandiera) | D     | Tobias Friebertshäuser |
| 17 | Germania (bandiera) | D     | Marcel Probst          |
| 18 | Germania (bandiera) | C     | Christian Weiß         |
| 19 | Germania (bandiera) | D     | Stephan Neumann        |
| 20 | Germania (bandiera) | A     | Matthias von der Weth  |
| 21 | Germania (bandiera) | A     | Christopher Kullmann   |
| 22 | Germania (bandiera) | A     | Sven Kubis             |
| 23 | Germania (bandiera) | C     | Matthias Deumelandt    |
| 27 | Germania (bandiera) | C     | Björn Lindemann        |
| 30 | Germania (bandiera) | P     | Matthias Tischer       |

## Organigramma societario
Area tecnica
- Allenatore: Dirk Heyne
- Allenatore in seconda: Frank Windelband
- Preparatore dei portieri:
- Preparatori atletici:
- Analisi video:

## Calciomercato

### Sessione estiva
| Acquisti | Acquisti       | Acquisti        | Acquisti |
| R.       | Nome           | da              | Modalità |
| -------- | -------------- | --------------- | -------- |
| C        | Frank Gerster  | Kickers Emden   |          |
| A        | Danny Kukulies | Neuruppin       |          |
| C        | Kais Manai     | Carl Zeiss Jena |          |
| D        | Mats Wejsfelt  | Sachsen Lipsia  |          |

| Cessioni | Cessioni             | Cessioni             | Cessioni |
| R.       | Nome                 | a                    | Modalità |
| -------- | -------------------- | -------------------- | -------- |
| D        | Tobias Buchholz      | SV Dessau 05         |          |
| A        | Florian Eggert       | Neuruppin            |          |
| C        | Timm Kreibich        | Germania Halberstadt |          |
| D        | Stefan Mensch        | Magdeburger SV 90    |          |
| A        | Rene N'Dombasi       | Bocholt              |          |
| C        | Aleksandr Nechyporuk | SV Dessau 05         |          |
| C        | Steffen Plock        | Germania Halberstadt |          |
| C        | Andreas Sommermeyer  | Germania Halberstadt |          |

### Sessione invernale
| Acquisti | Acquisti        | Acquisti | Acquisti |
| R.       | Nome            | da       | Modalità |
| -------- | --------------- | -------- | -------- |
| C        | Björn Lindemann | Lubecca  |          |

| Cessioni | Cessioni | Cessioni | Cessioni |
| R.       | Nome     | a        | Modalità |
| -------- | -------- | -------- | -------- |

## Risultati

### Regionalliga

#### Girone di andata
| Magdeburgo 5 agosto 2006, ore 14:00 CEST 1ª giornata | Magdeburgo | 0 – 0 referto | Amburgo II | Heinrich-Germer-Stadion (3 669 spett.)\| Arbitro: \| Seemann \| |
| Arbitro:                                             | Seemann    |               |            |                                                                 |

| Arbitro: | Trautmann |

|                                                                         |           |  |
| Petersen 52’ Breitenreiter 54’ Mikolajczak 80’ Grieneisen 83’ Dobrý 89’ | Marcatori |  |

| Arbitro: | Kunsleben |

|                                           |           |  |
| Kullmann 9’ Kukulies 28’ von der Weth 75’ | Marcatori |  |

| Arbitro: | Winkmann |

|                         |           |           |
| Thioune 45’ Laumann 90’ | Marcatori | 64’ Prest |

| Arbitro: | Schumacher |

|                        |           |  |
| Prest 75’ Kullmann 90’ | Marcatori |  |

| Arbitro: | Kinhöfer |

|                                  |           |                  |
| Albertz 50’ Cebe 54’ Podszus 90’ | Marcatori | 58’ von der Weth |

| Arbitro: | Borsch |

|          |           |  |
| Prest 7’ | Marcatori |  |

| Arbitro: | Schriever |

|                 |           |             |
| Vorbeck 4’, 23’ | Marcatori | 8’ Kullmann |

| 23 settembre 2006 9ª giornata |  | – turno di riposo |  |  |

| Arbitro: | Metzger |

|             |           |  |
| Pientak 76’ | Marcatori |  |

| Arbitro: | Fritz |

|               |           |                                   |
| Heitmeier 17’ | Marcatori | 52’ Müller 81’ Kukulies 90’ Kubis |

| Arbitro: | Schößling |

|  |           |                     |
|  | Marcatori | 33’ Hirsch 73’ Heun |

| Arbitro: | Bandurski |

|                  |           |                             |
| Artmann 41’, 62’ | Marcatori | 6’ Gerster 30’ (rig.) Kubis |

| Arbitro: | Bippen |

|                        |           |  |
| Kubis 31’ Kukulies 68’ | Marcatori |  |

| Arbitro: | Seemann |

|           |           |                              |
| Spork 55’ | Marcatori | 7’ Kukulies 56’ (rig.) Kubis |

| Arbitro: | Gagelmann |

|                                   |           |  |
| Kubis 19’ Manai 48’ Grundmann 51’ | Marcatori |  |

| Arbitro: | Otte |

|           |           |           |
| Tadić 15’ | Marcatori | 44’ Kubis |

| Arbitro: | Kunsleben |

|            |           |           |
| Müller 11’ | Marcatori | 23’ Grgić |

| Arbitro: | Willenborg |

|               |           |  |
| Braun 8’, 12’ | Marcatori |  |

#### Girone di ritorno
| Arbitro: | Bornhöft |

|                |           |                |
| Cannizzaro 59’ | Marcatori | 80’ Deumelandt |

| Magdeburgo 10 febbraio 2007, ore 14:00 CET 21ª giornata | Magdeburgo | 0 – 0 referto | Holstein Kiel | Stadion Magdeburg (8 017 spett.)\| Arbitro: \| Kunsleben \| |
| Arbitro:                                                | Kunsleben  |               |               |                                                             |

| Arbitro: | Metzen |

|            |           |                          |
| Levels 33’ | Marcatori | 19’ Kotuljac 36’ Gerster |

| Arbitro: | Rafati |

|  |           |                        |
|  | Marcatori | 39’ Laumann 78’ Toborg |

| Arbitro: | Thielert |

|            |           |              |
| Cartus 84’ | Marcatori | 64’ Kotuljac |

| Arbitro: | Henschel |

|                                  |           |                   |
| Kullmann 54’ Krecidlo 76’ (aut.) | Marcatori | 38’, 39’ Feinbier |

| Arbitro: | Seemann |

|                         |           |                        |
| Brückner 3’ Bunjaku 39’ | Marcatori | 58’ Probst 63’ Gerster |

| Arbitro: | Kempter |

|             |           |  |
| Habryka 82’ | Marcatori |  |

| 27 marzo 2007 28ª giornata |  | – turno di riposo |  |  |

| Arbitro: | Fischer |

|           |           |                        |
| Manno 20’ | Marcatori | 33’, 63’, 77’ Kotuljac |

| Arbitro: | Bippen |

|                        |           |                |
| Manai 60’ Kotuljac 65’ | Marcatori | 75’, 81’ Nöthe |

| Arbitro: | Willenborg |

|  |           |              |
|  | Marcatori | 38’ Wejsfelt |

| Arbitro: | Thielert |

|                   |           |  |
| Kotuljac 13’, 18’ | Marcatori |  |

| Arbitro: | Kunsleben |

|  |           |                               |
|  | Marcatori | 51’ (rig.) Manai 68’ Kotuljac |

| Arbitro: | Schößling |

|                                     |           |            |
| Manai 63’ Kullmann 69’ Kukulies 85’ | Marcatori | 50’ Schulz |

| Arbitro: | Metzger |

|  |           |                         |
|  | Marcatori | 67’ Pientak 74’ Gerster |

| Arbitro: | Schriever |

|             |           |               |
| Neumann 83’ | Marcatori | 89’ Schultens |

| Arbitro: | Stachowiak |

|                                                  |           |                |
| Zedi 54’ Cerci 66’ Tornieporth 73’ Celikovic 88’ | Marcatori | 64’, 81’ Kubis |

| Arbitro: | Rafati |

|               |           |          |
| Lindemann 71’ | Marcatori | 60’ Kuru |

### Coppa di Germania
| Arbitro: | Henschel |

|                                                            |                      |                                                               |
| Kubis 88’                                                  | Marcatori            | 63’ Dogan                                                     |
| Kubis Wejsfelt Kallnik Habryka Manai Kullmann Prest Probst | Tiri di rigore 6 – 7 | Dragusha Colinet Brouwers Bröker Dogan Schüßler Fall De Graef |

## Statistiche

### Statistiche di squadra
| Competizione      | Punti | In casa | In casa | In casa | In casa | In casa | In casa | In trasferta | In trasferta | In trasferta | In trasferta | In trasferta | In trasferta | Totale | Totale | Totale | Totale | Totale | Totale | DR  |
| Competizione      | Punti | G       | V       | N       | P       | Gf      | Gs      | G            | V            | N            | P            | Gf           | Gs           | G      | V      | N      | P      | Gf     | Gs     | DR  |
| ----------------- | ----- | ------- | ------- | ------- | ------- | ------- | ------- | ------------ | ------------ | ------------ | ------------ | ------------ | ------------ | ------ | ------ | ------ | ------ | ------ | ------ | --- |
| Regionalliga nord | 60    | 18      | 9       | 7       | 2       | 25      | 12      | 18           | 7            | 5            | 6            | 27           | 29           | 36     | 16     | 12     | 8      | 52     | 41     | +11 |
| Coppa di Germania | -     | 1       | 0       | 1       | 0       | 1       | 1       | 0            | 0            | 0            | 0            | 0            | 0            | 1      | 0      | 1      | 0      | 1      | 1      | 0   |
| Totale            | 60    | 19      | 9       | 8       | 2       | 26      | 13      | 18           | 7            | 5            | 6            | 27           | 29           | 37     | 16     | 13     | 8      | 53     | 42     | +11 |

### Andamento in campionato
| Giornata  | 1 | 2  | 3  | 4  | 5  | 6  | 7 | 8  | 9  | 10 | 11 | 12 | 13 | 14 | 15 | 16 | 17 | 18 | 19 | 20 | 21 | 22 | 23 | 24 | 25 | 26 | 27 | 28 | 29 | 30 | 31 | 32 | 33 | 34 | 35 | 36 | 37 | 38 |
| --------- | - | -- | -- | -- | -- | -- | - | -- | -- | -- | -- | -- | -- | -- | -- | -- | -- | -- | -- | -- | -- | -- | -- | -- | -- | -- | -- | -- | -- | -- | -- | -- | -- | -- | -- | -- | -- | -- |
| Luogo     | C | T  | C  | T  | C  | T  | C | T  |    | C  | T  | C  | T  | C  | T  | C  | T  | C  | T  | T  | C  | T  | C  | T  | C  | T  | C  |    | T  | C  | T  | C  | T  | C  | T  | C  | T  | C  |
| Risultato | N | P  | V  | P  | V  | P  | V | P  |    | V  | V  | P  | N  | V  | V  | V  | N  | N  | P  | N  | N  | V  | P  | N  | N  | N  | V  |    | V  | N  | V  | V  | V  | V  | V  | N  | P  | N  |
| Posizione | 8 | 16 | 11 | 14 | 10 | 12 | 9 | 12 | 13 | 10 | 9  | 11 | 11 | 10 | 7  | 5  | 5  | 5  | 8  | 9  | 9  | 8  | 10 | 10 | 11 | 12 | 8  | 10 | 7  | 9  | 6  | 3  | 2  | 2  | 2  | 2  | 2  | 3  |

Legenda:

Luogo: C = Casa; T = Trasferta. Risultato: V = Vittoria; N = Pareggio; P = Sconfitta.

### Statistiche dei giocatori
| Giocatore          | Regionalliga nord | Regionalliga nord | Regionalliga nord | Regionalliga nord | Coppa di Germania | Coppa di Germania | Coppa di Germania | Coppa di Germania | Totale   | Totale | Totale      | Totale     |
| Giocatore          | Presenze          | Reti              | Ammonizioni       | Espulsioni        | Presenze          | Reti              | Ammonizioni       | Espulsioni        | Presenze | Reti   | Ammonizioni | Espulsioni |
| ------------------ | ----------------- | ----------------- | ----------------- | ----------------- | ----------------- | ----------------- | ----------------- | ----------------- | -------- | ------ | ----------- | ---------- |
| C. Beer            | 23                | 0                 | 1                 | 0                 | 1                 | 0                 | 0                 | 0                 | 24       | 0      | 1           | 0          |
| M. Deumelandt      | 6                 | 1                 | 0                 | 0                 | 0                 | 0                 | 0                 | 0                 | 6        | 1      | 0           | 0          |
| T. Friebertshäuser | 7                 | 0                 | 1                 | 0                 | 0                 | 0                 | 0                 | 0                 | 7        | 0      | 1           | 0          |
| F. Gerster         | 34                | 4                 | 9                 | 0                 | 0                 | 0                 | 0                 | 0                 | 34       | 4      | 9           | 0          |
| P. Grundmann       | 10                | 1                 | 0                 | 0                 | 0                 | 0                 | 0                 | 0                 | 10       | 1      | 0           | 0          |
| M. Habryka         | 27                | 1                 | 5                 | 0                 | 1                 | 0                 | 0                 | 0                 | 28       | 1      | 5           | 0          |
| M. Kallnik         | 30                | 0                 | 2                 | 0                 | 1                 | 0                 | 0                 | 0                 | 31       | 0      | 2           | 0          |
| A. Kotuljac        | 17                | 9                 | 0                 | 0                 | 0                 | 0                 | 0                 | 0                 | 17       | 9      | 0           | 0          |
| S. Kubis           | 27                | 8                 | 2                 | 0                 | 1                 | 1                 | 0                 | 0                 | 28       | 9      | 2           | 0          |
| D. Kukulies        | 27                | 5                 | 3                 | 0                 | 1                 | 0                 | 0                 | 0                 | 28       | 5      | 3           | 0          |
| C. Kullmann        | 29                | 5                 | 6                 | 0                 | 1                 | 0                 | 0                 | 0                 | 30       | 5      | 6           | 0          |
| B. Lindemann       | 14                | 1                 | 2                 | 0                 | 0                 | 0                 | 0                 | 0                 | 14       | 1      | 2           | 0          |
| C. Loth            | 0                 | 0                 | 0                 | 0                 | 0                 | 0                 | 0                 | 0                 | 0        | 0      | 0           | 0          |
| K. Manai           | 24                | 4                 | 2                 | 1                 | 1                 | 0                 | 0                 | 0                 | 25       | 4      | 2           | 1          |
| A. Müller          | 28                | 2                 | 5                 | 0                 | 1                 | 0                 | 0                 | 0                 | 29       | 2      | 5           | 0          |
| S. Neumann         | 27                | 1                 | 6                 | 0                 | 1                 | 0                 | 1                 | 0                 | 28       | 1      | 7           | 0          |
| P. Otte            | 16                | 0                 | 1                 | 0                 | 0                 | 0                 | 0                 | 0                 | 16       | 0      | 1           | 0          |
| S. Pientak         | 29                | 2                 | 2                 | 0                 | 1                 | 0                 | 1                 | 0                 | 30       | 2      | 3           | 0          |
| C. Prest           | 25                | 3                 | 1                 | 0                 | 1                 | 0                 | 0                 | 0                 | 26       | 3      | 1           | 0          |
| M. Probst          | 36                | 1                 | 4                 | 0                 | 1                 | 0                 | 1                 | 0                 | 37       | 1      | 5           | 0          |
| D. Rothe           | 13                | 0                 | 0                 | 0                 | 0                 | 0                 | 0                 | 0                 | 13       | 0      | 0           | 0          |
| M. Tischer         | 0                 | 0                 | 0                 | 0                 | 0                 | 0                 | 0                 | 0                 | 0        | 0      | 0           | 0          |
| C. Weiß            | 0                 | 0                 | 0                 | 0                 | 0                 | 0                 | 0                 | 0                 | 0        | 0      | 0           | 0          |
| M. Wejsfelt        | 28                | 1                 | 4                 | 0                 | 1                 | 0                 | 0                 | 0                 | 29       | 1      | 4           | 0          |
| M. von der Weth    | 17                | 2                 | 0                 | 0                 | 1                 | 0                 | 0                 | 0                 | 18       | 2      | 0           | 0          |